# Vlag van oblast Novgorod
De vlag van oblast Novgorod is in gebruik sinds 24 december 2007. De vlag is een verticale driekleur van blauw, wit en rood in de verhouding 1:2:1. Blauw staat voor toewijding, eerlijkheid en standvastigheid. Blauw staat voor toewijding, eerlijkheid en standvastigheid en vertegenwoordigt de meren en rivieren van de oblast. Wit symboliseert het streven naar vrede, welzijn en geluk. Het is ook de kleur van de kathedralen en kloosters in de regio. Rood staat voor het heroïsche verleden van de oblast en zijn oudheid, moed en schoonheid. In het midden van de witte streep staat het schild van het wapen van de oblast. In het wapen ondersteunen twee zwarte beren een gouden troon. Bovenop de troon staat een kandelaar en achter de troon staan een gouden scepter en kruis. Aan de onderkant van het wapen staan twee vissen.